# Università tecnologica Nanyang
L'Università Tecnologica Nanyang o Nanyang Technological University (abbreviata NTU) è un'università pubblica a Singapore.

## Descrizione

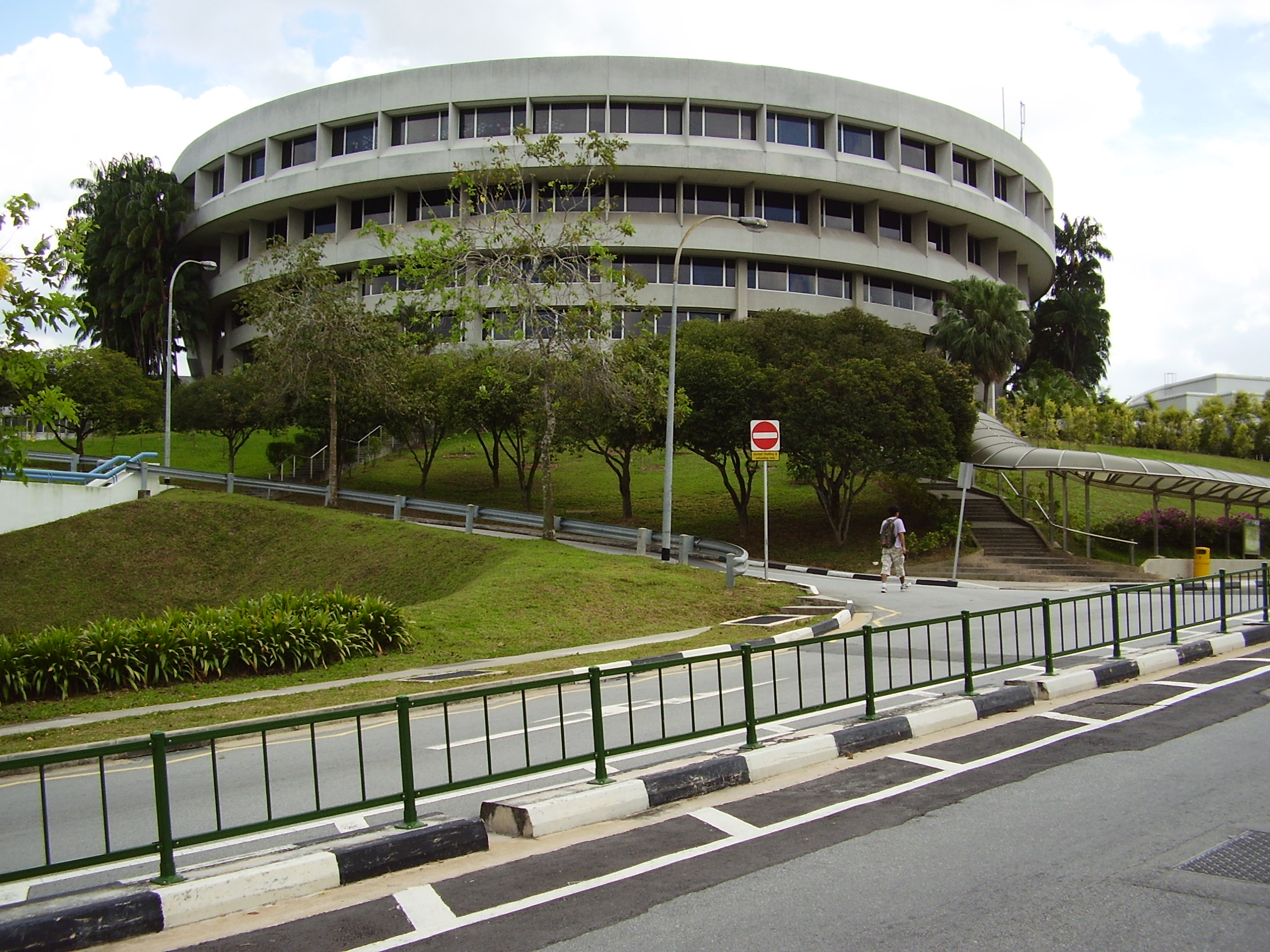
Complesso nord dell'Università tecnologica Nanyang

Il NTU è costantemente classificato tra le migliori università al mondo in tutte le principali classifiche universitarie. Nel 2019, il QS World University Rankings posiziona il NTU al 12º posto al mondo, e al 2º posto in Asia. L'università ha oltre 28000 studenti, ed è organizzata in 8 scuole. Il particolare, la Scuola di Ingegneria, la Scuola di Scienze, la Scuola di Arti Liberali, la Nanyang Business School e la Scuola Lee Kong Chian di Medicina sono state istituite in collaborazione con l'Imperial College di Londra. L'università è particolarmente apprezzata per ricerche pionieristiche in chimica, medicina, e scienze naturali. Alla Scuola di Ingegneria, afferisce tra l'altro il Premio Nobel per la Chimica Rudolph A. Marcus.
L'Università Tecnologica Nanyang è una università relativamente giovane. Fondata soltanto nel 1991, il NTU assorbe fra l'altro l'Istituto di Educazione Nazionale (National Institute of Education) della città-stato di Singapore.